# Бугровський сільський округ
Бугро́вський сільський округ (каз. Бугров ауылдық округі, рос. Бугровский сельский округ) — адміністративна одиниця у складі Кизилжарського району Північноказахстанської області Казахстану. Адміністративний центр — село Бугрове.
Населення — 637 осіб (2021; 1106 у 2009, 1596 у 1999, 1680 у 1989).
Станом на 1989 рік існувала Бугровська сільська рада (села Бугрове, Красноперовка, Малинове, Ніколаєвка, Новогеоргієвка) колишнього Соколовського району, село Сосновка перебувало у складі Токушинської сільської ради Радянського району. 2019 року було ліквідоване село Ніколаєвка, 2024 року — село Красноперовка.

## Склад
До складу округу входять такі населені пункти:
| Населений пункт      | Старі назви | Населення, осіб (1989) | Населення, осіб (1999) | Населення, осіб (2009) | Населення, осіб (2021) |
| -------------------- | ----------- | ---------------------- | ---------------------- | ---------------------- | ---------------------- |
| Бугрове, село        | -           | 492                    | 899                    | 803                    | 564                    |
| Красноперовка, село  | -           | 376                    | 235                    | 121                    | 9                      |
| Малиновка, село      | -           | 139                    | 35                     | -                      | -                      |
| Ніколаєвка, село     | -           | 305                    | 191                    | 21                     | -                      |
| Новогеоргієвка, село | -           | 232                    | 172                    | 77                     | 29                     |
| Сосновка, село       | -           | 136                    | 99                     | 84                     | 35                     |